# Aesa
Aesa é um gênero de coleópteros da tribo Anacolini (Prioninae). Que compreende apenas quatro espécies distribuídas pela região Australásia.

## Sistemática
- Ordem Coleoptera
  - Subordem Polyphaga
    - Infraordem Cucujiformia
      - Superfamília Chrysomeloidea
        - Família Cerambycidae
          - Subfamília Prioninae
            - Tribo Anacolini
              - Gênero Aesa
                - Aesa glabra (Komiya & Drumont, 2013)
                - Aesa iriana (Komiya & Drumont, 2013)
                - Aesa media (Lameere, 1912)
                - Aesa nearnsi (Komiya & Drumont, 2013)